# Глиньково (Воскресенский район)
Гли́ньково — деревня в Воскресенском муниципальном районе Московской области. Входит в состав сельского поселения Фединское. Население — 97 чел. (2010).

## География
Деревня Глиньково расположена в юго-западной части Воскресенского района, примерно в 7 км к западу от города Воскресенска. Высота над уровнем моря 114 м. В 0,5 км к северу от деревни протекает река Отра. В деревне 1 улица — Лесная. Ближайший населённый пункт — деревня Вертячево.

## Название
Название связано с некалендарным личным именем Глинка.

## История
Деревня Глиньково упоминается впервые в Коломенских писцовых книгах 1626-29 гг. в составе вотчины князя Дмитрия Михайловича Пожарского с центром в селе Марчуки (современное село Марчуги). На момент первого упоминания в Глинькове было 11 дворов. В 1926 году деревня являлась центром Глиньковского сельсовета Спасской волости Бронницкого уезда Московской губернии.
С 1929 года — населённый пункт в составе Ашитковского района Коломенского округа Московской области. 20 мая 1930 года деревня была передана в Воскресенский район.
До муниципальной реформы 2006 года Глиньково входило в состав Марчуговского сельского округа Воскресенского района.

## Население
В 1926 году в деревне проживало 572 человека (267 мужчин, 305 женщин), насчитывалось 120 хозяйств, из которых 118 было крестьянских. По переписи 2002 года — 63 человека (24 мужчины, 39 женщин).
| 1926 | 2002 | 2010 |
| ---- | ---- | ---- |
| 572  | ↘63  | ↗97  |